# CLC (groupe)
Pour les articles homonymes, voir CLC.
CLC (coréen: 씨엘씨) est un girl group sud-coréen formé par Cube Entertainment et composé à l'origine de cinq membres : Seunghee, Yujin, Seungyeon, Sorn et Yeeun. L'année suivante, Elkie et Eunbin sont ajoutées au groupe. CLC est un sigle pour CrystaL Clear. Le groupe fait ses débuts officiels avec la sortie de son premier mini-album, First Love le 19 mars 2015.
En mai 2022, après deux ans d’inactivité, Cube Entertainment annonce que le groupe se sépare officiellement. Toutefois Sorn déclare l’année suivante que le groupe est seulement en pause.

## Carrière

### Pré-débuts
La membre thaï, Sorn a gagné la première saison de K-Pop Star Hunt en 2011, à la suite de sa victoire elle devient stagiaire sous Cube Entertainment. Yoseob (Beast), Seungyeon et Seunghee ont fait une collaboration sur le titre nommé Perfume pour la première partie du Cube Voice Project. Elles sont nommées Cube Girls pour la chanson. Seunghee a aussi chantée le titre Curious de la bande son du drama Plus Nine Boys. La chanson est en collaboration avec Sungjae de BTOB.
Le groupe a commencé à attirer l'attention du public en 2014 à la suite de leurs spectacles en pleine rue à but non lucratif pour aider les enfants atteint de handicaps,. Le groupe a aussi participé au clip vidéo de G.NA, Secret en tant que danseuses d'arrière plan lors des performances de la chanson. Le groupe est aussi apparu dans le clip vidéo de Beep Beep de BTOB.

### 2015: Débuts avecFirst LoveetQuestion

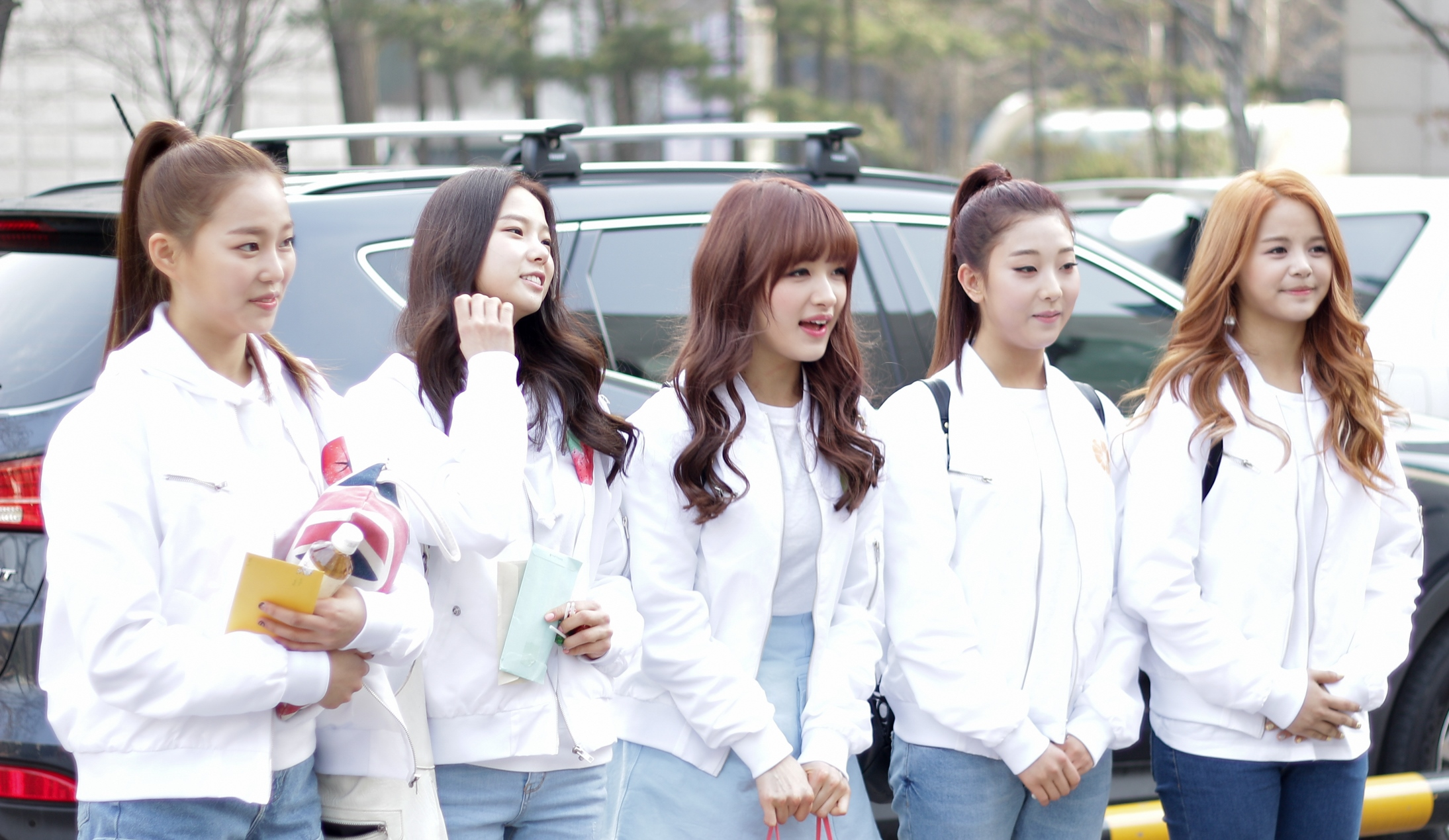
CLC en 2015.

Le 8 décembre 2014, Cube Entertainment a annoncé les futurs débuts d'un girl group multi-national l'année prochaine, tout en annonçant l'une des membres du groupe, Sorn. Il est annoncé que le titre principal se nommera Pepe et sera publié le 19 mars. La première fois que le groupe révèle son titre-phare, Pepe, issu de leur premier mini-album mini-album, First Love était lors de leur premier showcase le 18 mars au Acts Hotel à Séoul,. Le clip vidéo de Pepe ainsi que l'EP First Love sont publiés le 19 mars et le même jour, le groupe a débuté au M! Countdown de Mnet. Un autre artiste de leur label Rain a chorégraphié une partie de la chorégraphie de Pepe.
CLC sort un single spécial, Eighteen le 16 avril et commence les promotions de celui-ci le lendemain au Music Bank de KBS,.
CLC marque son retour avec son deuxième mini-album Question, le 28 mai. CLC a commencé les promotions de l'album le même jour au M! Countdown de Mnet.

### 2016: Nouvelles membres,Refresh, débuts japonais,NU.ClearetChamisma
Le 24 février 2016, Cube Entertainment a annoncé que CLC sera de retour le 29 février avec son troisième EP, Refresh, et deux nouvelles membres, qui seront révélées plus tard, Elkie d'origine hongkongaise et Eunbin d'origine sud-coréenne, qui est une stagiaire de l'agence faisant partie du programme Produce 101,,,.
Selon Cube Entertainment, Eunbin devait originellement rejoindre CLC en 2015 mais est finalement restée stagiaire à la suite de retards dans les préparations de l'album du groupe. En raison des restrictions contractuelles de Produce 101, elle ne fera pas les promotions pour le titre High Heels lors des émissions musicales ou autres programmes et ses scènes dans le clip vidéo seront enlevées. Les planifications de l'agence afin qu'Eunbin joigne le groupe pour les promotions de High Heels sont qu'elle soit éliminée du programme. Ses activités avec CLC seront reportées si elle viendrai à gagner Produce 101. Le 29 février, le groupe met en ligne une version courte du clip vidéo de High Heels où apparaît Elkie mais pas Eunbin,. La version complète du clip incluant les parties d'Eunbin est mis en ligne le 21 mars,. Eunbin est officiellement éliminée de la compétition Produce 101 le 25 mars.
CLC fait ses débuts au Japon le 13 avril avec la sortie de son premier mini-album japonais, High Heels. L'album contient les versions japonaises des titres Pepe, First Love, Like, High Heels ainsi qu'une reprise du titre I Should Be So Lucky de Kylie Minogue.
Le 12 mai, le groupe ouvre sa chaîne officielle sur l'application V de Naver, suivi par une transmission en direct de la première apparition avec le groupe d'Eunbin,. CLC publie son quatrième mini-album nommé Nu.Clear le 30 mai avec le titre principal No Oh Oh écrit par Shinsadong Tiger. Nu.Clear représente New et Crystal Clear, un nom signifiant le changement musical de CLC. C'était leur premier retour musical en tant que groupe de sept membres. Les filles ont commencé les promotions de l'album en juin,,,,,.
Le 27 juillet, CLC sort son second EP japonais, Chamisma.

### 2017:CrystyleetFREE'SM

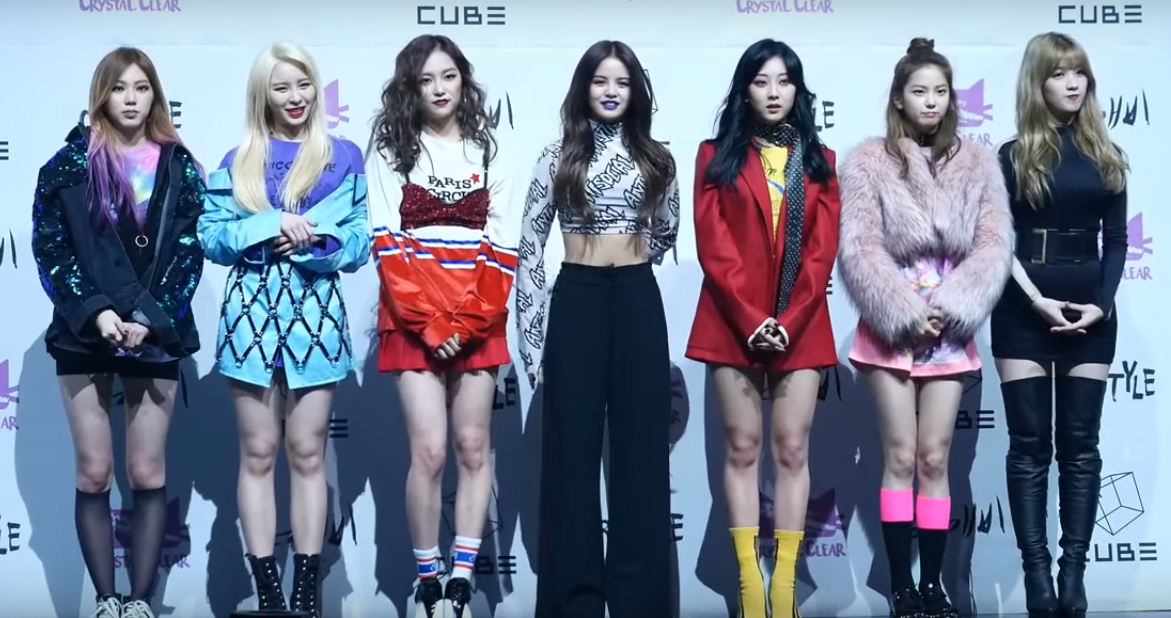
CLC en 2017.

Le 17 janvier, CLC sort son cinquième EP, Crystyle,,,. L’EP contient six pistes dont la principale Hobgoblin (도깨비), qui a été co-écrite par Seo Jae-woo, Big Sancho, Son Yeong-jin, et Hyuna. C’est aussi Hyuna qui a choisi le concept, offrant une nouvelle image au groupe,,.
CLC sort sixième mini-album, Free'sm le 3 août. Il contient six titres dont le principal Where Are You? (어디야?). Le titre de l'album est un mélange des mots « free » et « prism », qui décrivent le nouveau concept musical du groupe. Le concept est inspiré des groupes féminins sud-coréens des années 1990, Fin.K.L et S.E.S.,,,,.

### 2018:Black Dress
Le groupe publie le single digital To The Sky le 1er février 2018, qui figurera sur leur prochain album,. Le 22 février, CLC met en ligne son septième mini-album, Black Dress, avec le clip vidéo du titre principal du même nom,.
Le 1er avril, le groupe tient un concert pour fêter leur trois ans de débuts. C'est un concert de charité dans lequel les participants font des donations à l'Association de Diabète. Quelques mois plus tard, le 17 novembre, le groupe est nommé ambassadeur par l'Association Coréenne de Diabète Insulinodépendant.

### 2019:No.1, MeetDevil
Le 30 janvier 2019, CLC a sorti son huitième EP, No.1,, avec le clip vidéo de No,. La piste NO a été produite et écrite par Jeon So-yeon et co-écrite par Yeeun. Le groupe obtient sa première récompense lors de l'émission musicale THE SHOW, avec leur musique NO, le 12 février 2019, battant au même instant le record du groupe féminin de k-pop à obtenir sa première récompense le plus longtemps après ses débuts. L'album est un succès, étant leur tout premier album à rentrer dans le top 5 du Gaon Album Chart et du Billboard World Album Chart. C'est aussi leur tout premier album à se classer dans le Billboard Heatseekers Charts et Billboard Independent Chart. L'album a vendu plus de 12 000 copies au mois de février 2019, un record pour le groupe.
Le 29 mai 2019, CLC revient avec leur nouveau single nommé Me / 美 qui signifie "beauté" en chinois. Yeeun a aussi aidé dans l'écriture des paroles.
Le 6 septembre, le groupe sort un nouveau single nommé Devil, une nouvelle fois co-écrit par Yeeun.
Après un projet mondial de la part des fans, les singles Me et Devil rentrent pour la première fois dans le Billboard World Digital Songs Chart, à la place 5 et 7 respectivement, plusieurs mois après leurs sorties originales.

### Depuis 2020: Départ des membres de l'agence et activités solos
Elkie a quitté le label le 30 décembre 2020.
Le 16 novembre 2021 c'est au tour de Sorn de quitter Cube Entertainment.
Le 18 mars 2022 Yeeun et Seungyeon quittent elles-aussi le label , Cube Entertainment tout en restant membres du groupe.
Yujin, après avoir atteint la 3e place dans l'émission Girls Planet 999, se classe parmi les 9 candidates sélectionnées pour intégrer le groupe temporaire Kep1er.

## Membres
| Nom de scène | Nom de scène | Nom de naissance   | Nom de naissance | Date de naissance | Nationalité  | Position                                                                |
| Romanisé     | Coréen       | Romanisé           | Cor./thaï./chi   | Date de naissance | Nationalité  | Position                                                                |
| ------------ | ------------ | ------------------ | ---------------- | ----------------- | ------------ | ----------------------------------------------------------------------- |
| Seunghee     | 승희         | Oh Seung-hee       | 오승희           | 10 octobre 1995   | Sud-coréenne | Chanteuse, danseuse, unnie (la plus âgée)                               |
| Yujin        | 유진         | Choi Yu-jin        | 최유진           | 12 août 1996      | Sud-coréenne | Danseuse, chanteuse, visuelle, centre                                   |
| Seungyeon    | 승연         | Jang Seung-yeon    | 장승연           | 6 novembre 1996   | Sud-coréenne | Leader, danseuse, chanteuse                                             |
| Sorn         | 손           | Chonnasorn Sajakul | ชลนสร สัจจกุล      | 18 novembre 1996  | Thaïlandaise | Chanteuse, danseuse, rappeuse                                           |
| Yeeun        | 예은         | Jang Ye-eun        | 장예은           | 10 août 1998      | Sud-coréenne | Rappeuse, chanteuse, danseuse                                           |
| Elkie        | 엘키         | Chong Ting Yan     | 莊錠欣           | 2 novembre 1998   | Hongkongaise | Chanteuse, danseuse secondaire, visuelle                                |
| Eunbin       | 은빈         | Kwon Eun-bin       | 권은빈           | 6 janvier 2000    | Sud-coréenne | Rappeuse, chanteuse, danseuse, visage du groupe, maknae (la plus jeune) |

## Discographie

### Mini-albums (EPs)
| Titre                                                                              | Détails de l’album | Meilleures positions | Meilleures positions | Meilleures positions | Ventes                                      |
| Titre                                                                              | Détails de l’album | COR                  | JPN                  | US World             | Ventes                                      |
| Coréen                                                                             | Coréen | Coréen               | Coréen               | Coréen               | Coréen                                      |
| ---------------------------------------------------------------------------------- | --- | -------------------- | -------------------- | -------------------- | ------------------------------------------- |
| First Love                                                                         | - Date de sortie : 19 mars 2015 - Labels : Cube Entertainment, CJ E&M Music - Formats : CD, téléchargement numérique          | 9                    | —                    | —                    | - COR : plus de 5,277                       |
| Question                                                                           | - Date de sortie : 28 mai 2015 - Labels : Cube Entertainment, CJ E&M Music - Formats : CD, téléchargement numérique           | 9                    | —                    | —                    | - COR : plus de 4,634                       |
| Refresh                                                                            | - Date de sortie : 29 février 2016 - Labels : Cube Entertainment, CJ E&M Music - Formats : CD, téléchargement numérique       | 6                    | —                    | —                    | - COR : plus de 2,737                       |
| Nu.Clear                                                                           | - Date de sortie : 30 mai 2016 - Labels : Cube Entertainment, CJ E&M Music - Formats : CD, téléchargement numérique           | 16                   | —                    | —                    | - COR : plus de 4,593                       |
| Crystyle                                                                           | - Date de sortie : 17 janvier 2017 - Labels : Cube Entertainment, CJ E&M Music - Formats : CD, téléchargement numérique       | 10                   | —                    | 6                    | - COR : plus de 5,769                       |
| Free'sm                                                                            | - Date de sortie : 3 août 2017 - Labels : Cube Entertainment, CJ E&M Music - Formats : CD, téléchargement numérique           | 10                   | —                    | 14                   | - COR : plus de 4,355                       |
| Black Dress                                                                        | - Date de sortie : 22 février 2018 - Labels : Cube Entertainment, LOEN Entertainment - Formats : CD, téléchargement numérique | 12                   | —                    | 7                    | - COR : plus de 8,016                       |
| No.1                                                                               | - Date de sortie : 30 janvier 2019 (COR) - Label : Cube Entertainment - Formats : CD, téléchargement numérique                | 4                    | —                    | 5                    | - COR : plus de 12,302 - US : plus de 1,000 |
| Japonais                                                                           | |                      |                      |                      |                                             |
| High Heels                                                                         | - Date de sortie : 13 avril 2016 - Label : Cube Entertainment Japan - Formats : CD, téléchargement numérique                  | —                    | 23                   | —                    | - JPN : plus de 2,599                       |
| Chamisma                                                                           | - Date de sortie : 27 juillet 2016 - Label : Cube Entertainment Japan - Formats : CD, téléchargement numérique                | —                    | 16                   | —                    | - JPN : plus de 4,775                       |
| "—" signifie que l’album ne s'est pas classé ou n'est pas sorti dans cette région. | |                      |                      |                      |                                             |

### Singles
| Titre                                                                               | Année  | Meilleures positions | Meilleures positions | Ventes (DL)            | Album               |
| Titre                                                                               | Année  | COR                  | US World             | Ventes (DL)            | Album               |
| Coréen                                                                              | Coréen | Coréen               | Coréen               | Coréen                 | Coréen              |
| ----------------------------------------------------------------------------------- | ------ | -------------------- | -------------------- | ---------------------- | ------------------- |
| "Pepe"                                                                              | 2015   | 143                  | —                    | - COR : plus de 34,690 | First Love          |
| "Eighteen"                                                                          | 2015   | —                    | —                    | - COR : plus de 8,193  | Refresh             |
| "Like" (궁금해)                                                                     | 2015   | 173                  | —                    | - COR : plus de 21,104 | Question            |
| "High Heels" (예뻐지게)                                                             | 2016   | 120                  | —                    | - COR : plus de 14,278 | Refresh             |
| "No Oh Oh" (아니야)                                                                 | 2016   | 144                  | —                    | - COR : plus de 17,484 | Nu.Clear            |
| "Hobgoblin" (도깨비)                                                                | 2017   | —                    | 4                    | NC                     | Crystyle            |
| "Where Are You?" (어디야?)                                                          | 2017   | —                    | —                    | NC                     | Free'sm             |
| "To the Sky"                                                                        | 2018   | —                    | —                    | NC                     | Black Dress         |
| "Black Dress"                                                                       | 2018   | —                    | 5                    | NC                     | Black Dress         |
| "No"                                                                                | 2019   | —                    | 4                    | NC                     | No.1                |
| "ME"                                                                                | 2019   | —                    | 5                    | NC                     | Non issu d'un album |
| "Devil"                                                                             | 2019   | —                    | 7                    | NC                     | Non issu d'un album |
| "Helicopter"                                                                        | 2020   | —                    | 6                    | NC                     | Helicopter          |
| Japonais                                                                            |        |                      |                      |                        |                     |
| "High Heels"                                                                        | 2016   | —                    | —                    | NC                     | High Heels          |
| "Chamisma"                                                                          | 2016   | —                    | —                    | NC                     | Chamisma            |
| "—" signifie que le titre ne s'est pas classé ou n'est pas sorti dans cette région. |        |                      |                      |                        |                     |

### Bandes-son
| Année | Titre                           | Album          |
| ----- | ------------------------------- | -------------- |
| 2015  | "Remember Your Wish"            | Ar:piel OST    |
| 2015  | "지금은 연구중"                 | Ar:piel OST    |
| 2016  | "Pounding Love" (두근두근 러브) | Choco Bank OST |

### Collaborations
| Année | Titre                         | Artiste(s)                                                                                  | Album                      |
| ----- | ----------------------------- | ------------------------------------------------------------------------------------------- | -------------------------- |
| 2016  | "Special Christmas"           | Hyuna, Jang Hyun-seung, BtoB, Roh Ji-hoon, CLC, Pentagon                                    | 2016 United Cube Project 1 |
| 2018  | "한걸음 (Follow Your Dreams)" | Jo Kwon, BtoB, Pentagon, Yoo Seon-ho, (G)I-DLE (vocal lines)                                | ONE                        |
| 2018  | "Upgrade"                     | Jo Kwon, BtoB, Pentagon, Yoo Seon-ho, (G)I-DLE (vocal lines)                                | ONE                        |
| 2018  | "Young & One"                 | Jo Kwon, BtoB, Pentagon, Yoo Seon-ho, (G)I-DLE (vocal lines)                                | ONE                        |
| 2018  | "Mermaid"                     | Yeeun avec Lee Min-hyuk, Peniel Shin, Jung Il-hoon, Wooseok (Pentagon) et Soyeon ((G)I-DLE) | ONE                        |

## Filmographie

### Documentaires
| Année | Programme                                 | Chaîne                                             | Membre(s) | Notes                                                                                               |
| ----- | ----------------------------------------- | -------------------------------------------------- | --------- | --------------------------------------------------------------------------------------------------- |
| 2011  | K-Pop Star Hunt                           | tvN                                                | Sorn      | Audition montrant Sorn gagnant la saison et devenant une stagiaire à la Cube Entertainment          |
| 2013  | MBC Special Documentary Program           | MBC                                                | Seunghee  | |
| 2014  | Cube Entertainment's way of Training Sorn | Arirang                                            | Sorn      | L'émission montre les activités hebdomadaires de Sorn en tant que stagiaire à la Cube Entertainment |
| 2014  | When Charles Met Chulsoo                  | SBS                                                | Sorn      | |
| 2015  | CLC's Love Chemistry                      | Chaîne YouTube officielle de la Cube Entertainment | Tous      | Un documentaire réel qui montre les performances de CLC                                             |
| 2015  | Yaman TV                                  | Mnet                                               | Tous      | avec Madtown                                                                                        |
| 2015  | CLC Queen Game                            | Naver TV Cast                                      | Tous      | Il y a 5 épisodes au total                                                                          |
| 2015  | Cube TV CLC's Beautiful Mission           | Cube TV, KStar                                     | Tous      | La diffusion a commencé le 1er juillet                                                              |
| 2016  | Produce 101                               | Mnet                                               | Eunbin    | Un concours télévisé où Eunbin a participé. Elle est éliminée lors de l'épisode 10.                 |
| 2016  | CLC's Mission Clear                       | NC                                                 | Tous      | NC                                                                                                  |
| 2018  | Produce 48                                | Mnet                                               | Eunbin    | Produce 48                                                                                          |

### Émissions de télévision
| Année | Programme                           | Chaîne       | Membre(s)        | Notes                                             |
| ----- | ----------------------------------- | ------------ | ---------------- | ------------------------------------------------- |
| 2015  | Weekly Idol                         | MBC Every1   | Tous             | Une émission télévisée faisant des défis amusants |
| 2015  | Music Bank's Stardust               | KBS1         | Tous             |                                                   |
| 2015  | Running Man                         | SBS          | Yeeun            | Épisode 253                                       |
| 2015  | Let's Go! Dream Team Season 2       | KBS2         | Seungyeon        |                                                   |
| 2015  | Idol Star Athletic Championship     | MBC          | Tous             |                                                   |
| 2015  | Real Men (Female Special)           | MBC          | Yujin            |                                                   |
| 2015  | Comedy Big League                   | tvN          | Yujin            |                                                   |
| 2016  | MBC Idol Star Athletic Championship | MBC          | Tous             |                                                   |
| 2016  | The Boss Is Watching                | SBS          | Tous             |                                                   |
| 2016  | Beautiful Mission                   | Kawaii-an TV | Tous             |                                                   |
| 2016  | Same Bed, Different Dreams          | SBS          | Yujin            | Épisode 48                                        |
| 2016  | Girl Spirit                         | JTBC         | Seunghee         | Concurrente                                       |
| 2016  | Duet Song Festival                  | MBC          | Yujin, Seungyeon |                                                   |
| 2016  | Happy Together 3                    | KBS2         | Sorn             | Épisode 457                                       |
| 2016  | Same Bed, Different Dreams          | SBS          | Eunbin           | Épisode 61                                        |

### Dramas
| Année | Titre                    | Chaîne            | Rôle       | Membre(s) | Note(s)                     |
| ----- | ------------------------ | ----------------- | ---------- | --------- | --------------------------- |
| 2010  | Be a Better Man          | Channel 9 MCOT HD | Kaiwei     | Sorn      | Drama thaï                  |
| 2012  | Light and Shadow         | MBC               | Elle-même  | Seungyeon | Caméo                       |
| 2013  | The Hippocratic Crush ll | TVB               | Yannis     | Elkie     | Drama hongkongais           |
| 2016  | Nightmare Teacher        | Naver TV Cast     | Cheon Yuna | Yujin     | Rôle secondaire, épisode 10 |

## Récompenses et nominations

### Asia Artist Awards
| Année | Catégorie                 | Travail nommé | Résultat   |
| ----- | ------------------------- | ------------- | ---------- |
| 2018  | Popularity Award – Singer | CLC           | Nomination |

### Daradaily The Great Awards (Thaïlande)
| Année | Catégorie                          | Travail nommé | Résultat |
| ----- | ---------------------------------- | ------------- | -------- |
| 2018  | The Next Rising Star of Asia Award | CLC           | Lauréat  |

### Gaon Chart Music Awards
| Année | Catégorie              | Travail nommé | Résultat   |
| ----- | ---------------------- | ------------- | ---------- |
| 2016  | New Artist of the Year | CLC           | Nomination |

### Golden Disc Awards
| Année | Catégorie               | Travail nommé | Résultat   |
| ----- | ----------------------- | ------------- | ---------- |
| 2016  | New Artist of the Year  | CLC           | Nomination |
| 2016  | Popularity Award        | CLC           | Nomination |
| 2016  | Global Popularity Award | CLC           | Nomination |

### KMC Radio Awards
| Année | Catégorie          | Travail nommé | Résultat |
| ----- | ------------------ | ------------- | -------- |
| 2015  | Rookie of the Year | CLC           | Lauréat  |

### Korean Culture Entertainment Award
| Année | Catégorie    | Travail nommé | Résultat |
| ----- | ------------ | ------------- | -------- |
| 2015  | Rookie Award | CLC           | Lauréat  |

### Melon Music Awards
| Année | Catégorie                | Travail nommé | Résultat   |
| ----- | ------------------------ | ------------- | ---------- |
| 2015  | Best New Artist (Female) | CLC           | Nomination |

### Mnet Asian Music Awards
| Année | Catégorie              | Travail nommé | Résultat   |
| ----- | ---------------------- | ------------- | ---------- |
| 2015  | Best New Female Artist | CLC           | Nomination |
| 2015  | Artist of the Year     | CLC           | Nomination |

### Seoul Music Awards
| Année | Catégorie            | Travail nommé | Résultat   |
| ----- | -------------------- | ------------- | ---------- |
| 2016  | Bonsang Award        | CLC           | Nomination |
| 2016  | New Artist Award     | CLC           | Nomination |
| 2016  | Popularity Award     | CLC           | Nomination |
| 2016  | Hallyu Special Award | CLC           | Nomination |

### Émissions musicales

#### The Show
| Année | Date       | Chanson |
| ----- | ---------- | ------- |
| 2019  | 12 février | "No"    |
| 2019  | 19 février | "No"    |